# 曹棘
曹 棘（そう きょく、生没年不詳）は、中国の後漢時代末期の人物。父は曹操。母は劉姫。
早逝したと言われる。魏の時代に当たる太和5年（231年）、広宗の殤公として領国と諡号を追贈されたが、跡継ぎはいなかった。